# Vallby, Kungälvs kommun
Vallby är en bebyggelse väster om Solberga i Kungälvs kommun i Västra Götalands län. Vid SCB:s ortsavgränsning 2015 klassades bebyggelsen som en del av tätorten Solberga, men vid avgränsningen 2020 klassades den som en separat småort.